# カール・ロデック
カール・ロデック（Carl Rodeck、1841年11月13日 - 1909年4月14日）は、ドイツの画家である。港などを描いた風景画や人物画を描いた。

## 略歴
ドイツ北西部のエムデンで生まれた。父親は版画家で、カール・ロデックが生まれた翌年、家族はハンブルクに移り、父親はハンブルクに工房を開いた。カール・ロデックは1863年にヴァイマルのザクセン大公国立美術学校（Großherzoglich-Sächsische Kunstschule Weimar）に入学し、アルノルト・ベックリン（1827-1901）やフェルディナンド・パウウェルス（1830-1904）、アレキサンダー・ミケリス（Alexander Michelis: 1823-1868）に学んだ。
父親が病気になり1869年に絵の修行を中断して、父親の工房を経営しなければならなかった。その後、ベルリンで修行を再開するが1871年から父親が亡くなるまで、再びハンブルクの父親の工房を運営した。父親が亡くなった後、画家の仕事に専念した。
友人の画家、カール・エスターレー（Carl Oesterley:  1839–1930）とともにノルウェーやオランダ、ベルギーを旅した。
ヘレーネ・クラマー（Helene Cramer: 1844-1916）とモリー・クラマー（Molly Cramer: 1852-1936）の姉妹やアウグステ・ハンシュ（Auguste Hansch: 1856- 1911）などのハンブルグの上中流家庭の女性たちの個人美術教師を務め、1888年に教え子の一人であった女性と結婚した。
海の景色も含む風景画を描いていたが後に人物画や肖像画も描いた。ハンブルク芸術家協会(Hamburger Künstlerverein)の会員になり、副書記も務めた。
ハンブルクで亡くなった。

## 作品

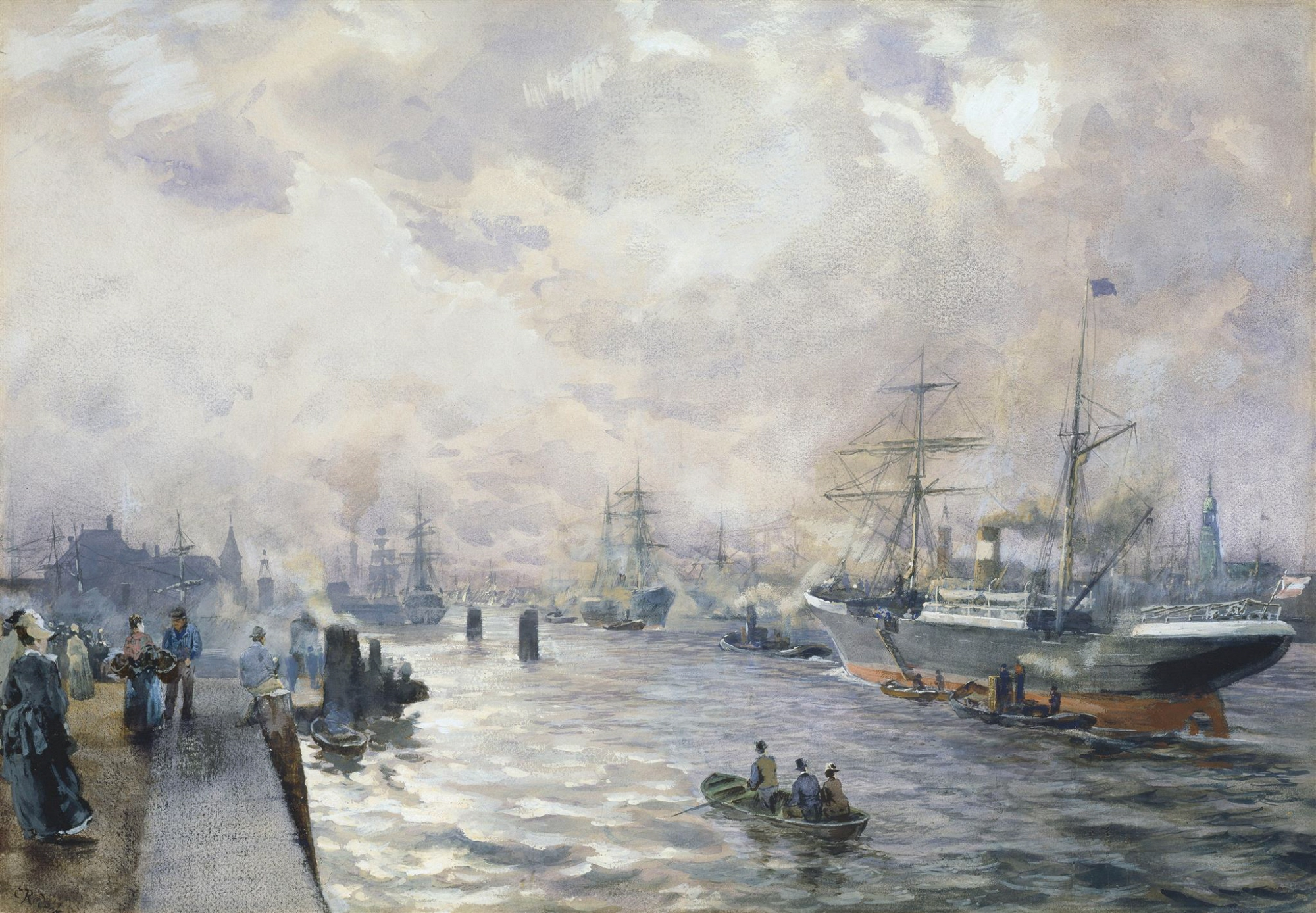
ハンブルクの帆船の船着き場
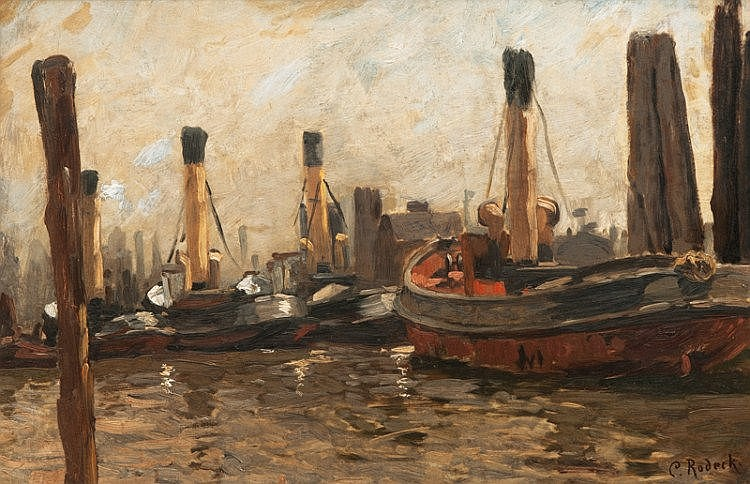
タグボート
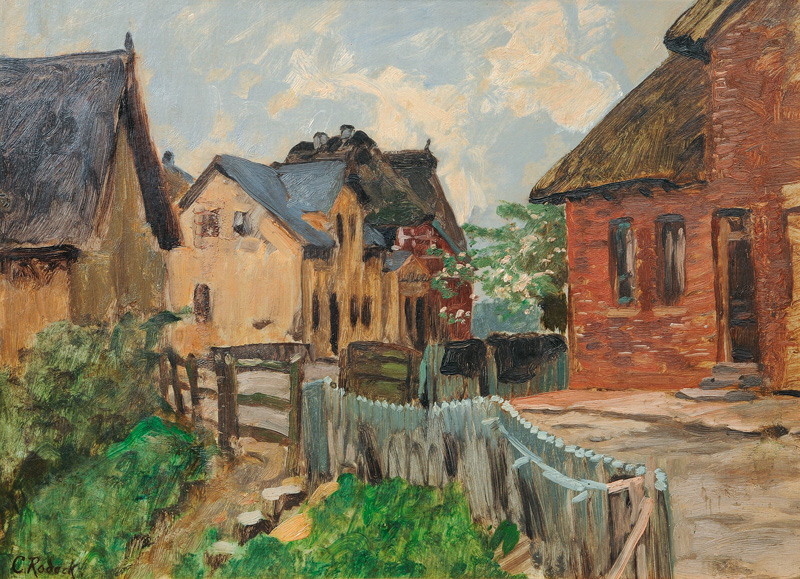
村の通り

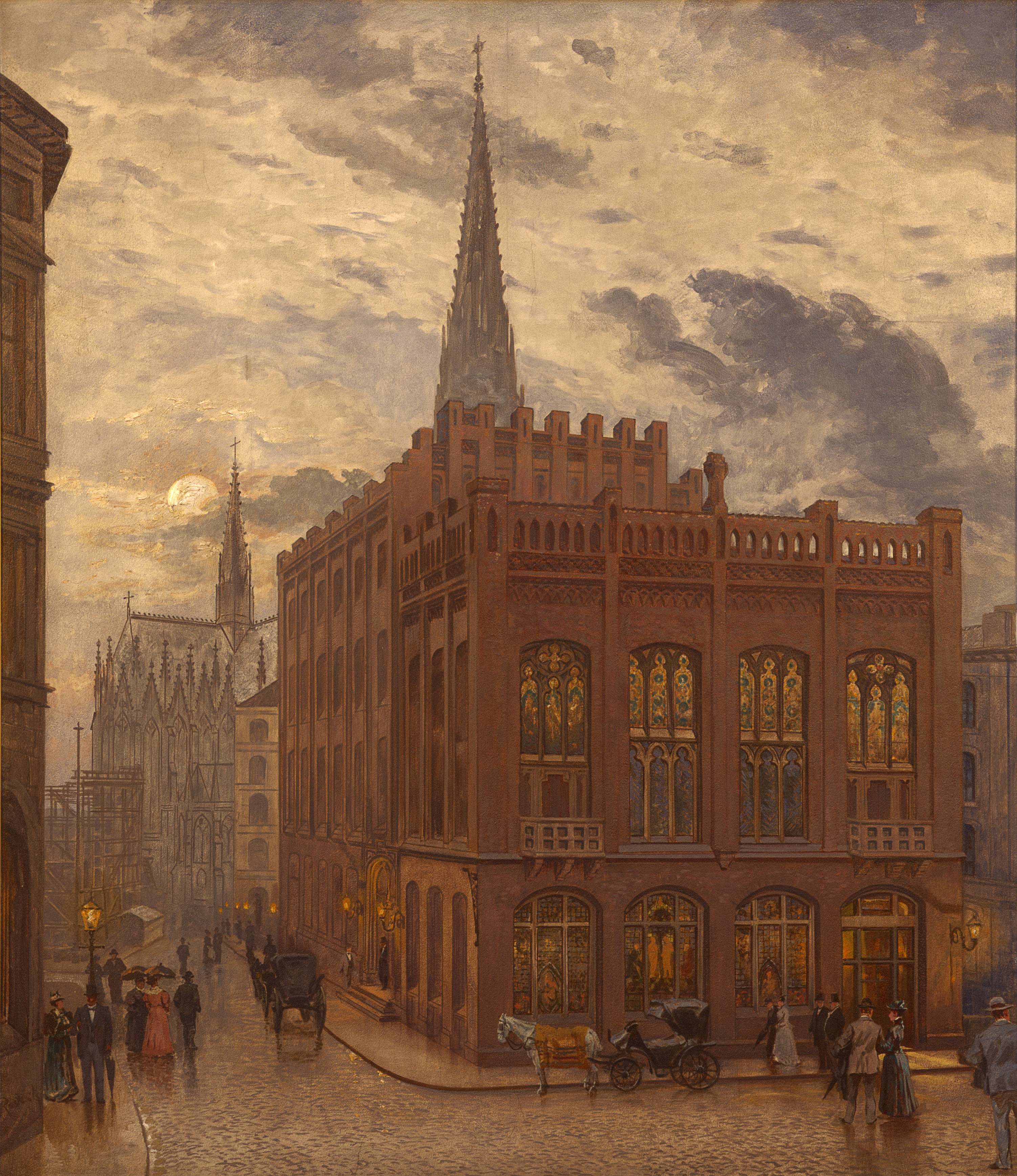
ハンブルクの愛国協会の建物
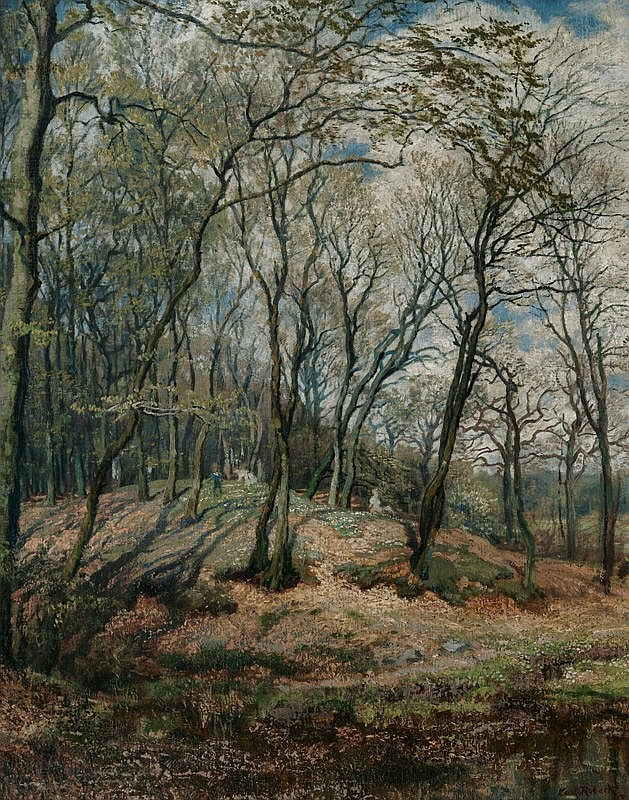
春の森
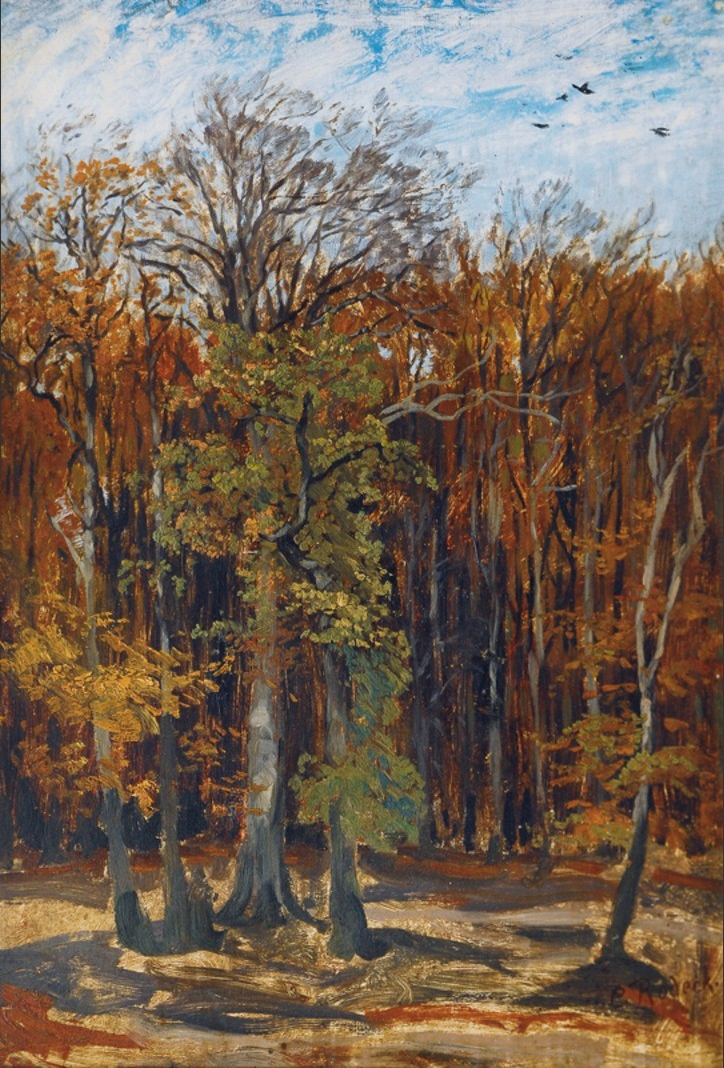
晴れた秋の日
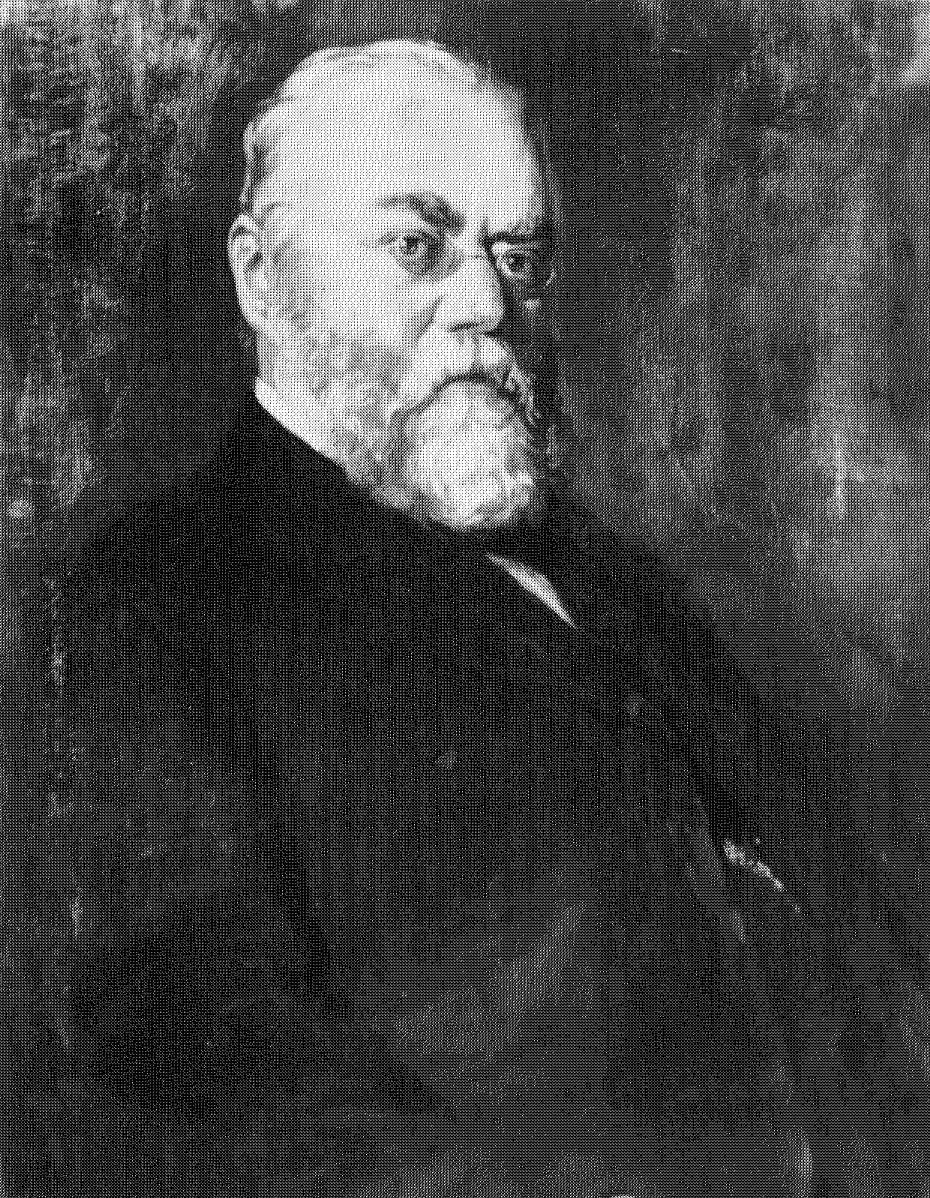
肖像画